# Heinrich Escher (jurist)
Heinrich Escher, född den 23 april 1789 i Zürich, död där den 9 februari 1870, var en schweizisk rättslärd.
Escher blev 1812 docent i rättsvetenskap vid Zürichs några år förut grundade politiska institut, var 1819-31 överamtman i distriktet Grüningen och 1831-33 president i kantonens kriminaldomstol. Sistnämnda år blev Escher professor i statsvetenskap vid Zürichs nyupprättade universitet samt var 1833-39 medlem av kantonens regeringsråd. Escher utgav en rad straffrättsliga monografier, den tankedigra skriften Die neue Phönixperiode der Staatswissenschaft (1848) samt en omfångsrik Handbuch der praktischen Politik (2 band, 1863-64). Dessutom författade han memoarverket Erinnerungen seit mehr als sechzig Jahren (2 band, 1866-67).